# Бенево-Весь
Бенево-Весь (пол. Bieniewo-Wieś) — село в Польщі, у гміні Блоне Варшавського-Західного повіту Мазовецького воєводства.
Населення — 67 осіб (2011).
У 1975-1998 роках село належало до Варшавського воєводства.

## Демографія
Демографічна структура станом на 31 березня 2011 року:
|          | Загалом | Допрацездатний вік | Працездатний вік | Постпрацездатний вік |
| -------- | ------- | ------------------ | ---------------- | -------------------- |
| Чоловіки | 31      | 6                  | 18               | 7                    |
| Жінки    | 36      | 5                  | 20               | 11                   |
| Разом    | 67      | 11                 | 38               | 18                   |